# Магда Тереса Вуйцик
Магда Тереса Вуйцик (пол. Magda Teresa Wójcik; 10 червня 1934, Вільнюс — 17 вересня 2011, Подкова-Лесьна) — польська акторка театру, кіно, радіо та телебачення, театральна режисерка.

## Біографія
Народилася 10 червня 1934 року у Вільнюсі. 1955 року закінчила Лодзинський політехнічний інститут. Пропрацювала дев'ять років інженером у Вроцлаві.
Дебютувала у театрі у 1965 році. Акторка та режисерка театрів у різних польських містах (Бельсько-Бяла, Щецин, Варшава, Краків, Торунь). У 1964 році в Цешині спільно з актором і режисером Хенріком Боуколовськи заснувала Адекватний театр. Виступала у виставах «Театру телебачення» у 1972—2004 роках.
У шлюбі з польським оператором Єжи Вуйциком (1930—2019) народила сина Томаша (1963, також став сценаристом).
Померла 17 вересня 2011 року у Подкові-Лесьній.

## Вибрана фільмографія
- 1961 — Мати Йоанна від ангелів / Matka Joanna od Aniołów — черниця
- 1961 — Самсон / Samson — жінка на вечірці у Люцини
- 1977 — Людина з мармуру / Człowiek z marmuru — монтажерка
- 1978 — Без наркозу / Bez znieczulenia — Іоанна Чихонь, адвокатка
- 1978 — Лікарня перетворення / Szpital przemienienia — Новацька
- 1980 — Нічого не заважає / Nic nie stoi na przeszkodzie — Зоф'я, дружина Єжи
- 1982 — Мама Круль та її сини / Matka Królów — Луція Круль
- 1986 — Пульс / Tetno — мати Халіни
- 1999 — Ворота Європи / Wrota Europy
- 2000 — Байланд / Bajland — Ясножевська, домробітниця Ридля

## Нагороди
Нагороджена Хрестом Яна Красинського.